# Romeo and Juliet (canción de Dire Straits)
«Romeo and Julliet» es la segunda canción del disco Making Movies de la banda de rock británica Dire Straits. Apareció por primera vez en el álbum de 1980 Making Movies y fue lanzada como sencillo en 1981. Posteriormente, la canción apareció en los álbumes en vivo de Dire Straits "Alchemy" y "On the Night", y más tarde en el álbum en vivo de dúo de Knopfler con Emmylou Harris, Real Live Roadrunning (aunque Harris no actúa en la pista). La pista también fue incluida en los álbumes de grandes éxitos Money for Nothing, Sultans of Swing: The Very Best of Dire Straits y The Best of Dire Straits & Mark Knopfler: Private Investigations.
La letra de la canción describe la experiencia de los dos amantes del título, haciendo alusión a una situación en la que Julieta abandona a su Romeo al encontrar la fama. La canción escrita por Mark Knopfler está inspirada en su fallo de relación con Holly Vincent. La canción habla de un Romeo que aún ama con locura a su Julieta, pero que ella lo trata ahora como otra de sus cargas.

## Letras
La letra de la canción describe la experiencia de los dos amantes del título, insinuando una situación en la que la figura de "Julieta" abandona a su "Romeo" después de encontrar la fama y dejar atrás el barrio conflictivo donde se encontraron por primera vez. Además de la referencia a la obra de William Shakespeare del mismo título, la canción hace una alusión juguetona a otras obras que involucran amores jóvenes, incluyendo las canciones "Somewhere" – de West Side Story, que a su vez está basada en la obra de Shakespeare – y "My Boyfriend's Back".
La canción comienza con una parte de guitarra resonadora arpegiada tocada por Knopfler, quien también canta la voz principal. Los arpegios introductorios y la melodía se tocan en una guitarra National Style "O"; la misma guitarra que aparece en la portada del álbum Brothers in Arms y Sultans of Swing: The Very Best of Dire Straits. En el documental de Sky Arts "Guitar Stories: Mark Knopfler", Knopfler toma la National y demuestra cómo llegó a las famosas líneas de arpegio en 'Romeo and Juliet', del álbum Making Movies, mientras experimentaba con una afinación abierta en G. La instrumentación se mantiene sencilla durante los versos y pasa a un arreglo de rock completo en las secciones del estribillo.

## Músicos
- Mark Knopfler - Voz, guitarra con resonador, guitarra solista

- David Knopfler - Guitarra rítmica

- John Illsley - Bajo

- Pick Withers - Batería

- Roy Bittan - Piano